# WAD (Dateiformat)
WAD (engl. Where's All the Data) ist ein Dateiformat. Es wurde in den 1990er-Jahren für die Beschreibung der Level der ersten Ego-Shooter verwendet, welche auf der Doom- bzw. Quake-Engine basieren. Bekannte Spiele, die WAD verwenden, sind Doom, Call of Duty, Grand Prix 4, Half-Life, Quake und Tomb Raider.
Heute noch wird das „WAD“ Dateiformat ebenso für das „3D GameStudio“ als Texturendateiformat verwendet.
Auf der Nintendo-Wii-Konsole dient das WAD-Format zur Erstellung und Installation von sogenannten Custom Channels. Diese stellen Wii-Kanäle mit Homebrew dar.